# Carcelia lepida
Carcelia lepida là một loài ruồi trong họ Tachinidae.